# Benjamin F. Hopkins
Benjamin Franklin Hopkins (Granville, 22 de abril de 1829 - Madison, 1 de enero de 1870) fue un político y operador de telégrafos estadounidense. Fue miembro de la Cámara de Representantes de los Estados Unidos durante los últimos tres años de su vida. Anteriormente había servido un término en el Senado del Estado de Wisconsin y en la Asamblea del Estado de Wisconsin, y había trabajado como secretario privado del gobernador de Wisconsin, Coles Bashford.

## Biografía
Nacido en Granville, Nueva York Hopkins asistió a las escuelas comunes cuando era niño y luego se convirtió en operador de telégrafos. Se mudó a Fond du Lac, Wisconsin y luego a Madison, Wisconsin en 1849, y se desempeñó como secretario privado del gobernador Coles Bashford en 1856 y 1857. Fue exonerado de su participación en el escándalo del ferrocarril de Bashford en 1860. Fue miembro del Senado de Wisconsin en 1862 y 1863 y sirvió en la Asamblea del Estado de Wisconsin en 1866. Hopkins fue elegido republicano a la Cámara de Representantes de los Estados Unidos en 1866 como parte del 40.º Congreso de los Estados Unidos, en representación del 2.º distrito congresional de Wisconsin. Fue reelegido para el 41.er Congreso y sirvió desde 1867 hasta su muerte. Allí, se desempeñó como presidente del Comité de Edificios y Terrenos Públicos de 1869 a 1870. Falleció en Madison, Wisconsin el 1 de enero de 1870, tras un ataque de parálisis. Fue enterrado en el cementerio de Forest Hill en Madison. Su muerte creó una vacante en el Congreso que fue ocupada por David Atwood durante el resto del 41.er Congreso.